# Овчаренко Іван Микитович
Овчаренко Іван Микитович (1925—2007) — вчитель, журналіст, краєзнавець з Донеччини, збирач та популяризатор знань про Слов'янський район. Член Національної спілки журналістів України. Член Національної спілки краєзнавців України.

## Біографія
Був директором і вчителем української мови і літератури у Слов'янській середній школі на Донеччині, ассоційованої при ЮНЕСКО. Створив шкільний літературний музей на основі матеріалів про донецьких письменників, Зокрема, у цьому музеї представлено поета-романтика Михайла Петренка, філософа Григорія Сковороду, поетів і прозаїків Миколу Чернявського, Христину Алчевську, Миколу Кропивницького, Івана Карпенка-Карого, Всеволода Гаршина, Володимира Сосюру, Олександра Довженка, Остапа Вишню, Павла Байдебуру, Саву Божка, Олеся Гончара та ін.
І. М. Овчаренко — автор ряду публікацій про творчість письменників-донбасівців.
Автор книг «Літературне Придінців'я», «Йому жити у віках: М.Петренко» (2-е видання — «Слов'янський сокіл»), «Володимир Сосюра у Святогірську», «Муза Святих Гір», «Крізь далеч років», «А. С. Макаренко і Донеччина».

## Нагороди
- Лауреат обласної премії ім. В. Сосюри.
- Відмінник народної освіти УРСР
- Нагороджений орденами Вітчизняної війни І ступеня, «Знак Пошани», медалями.